# Kuchnia węgierska

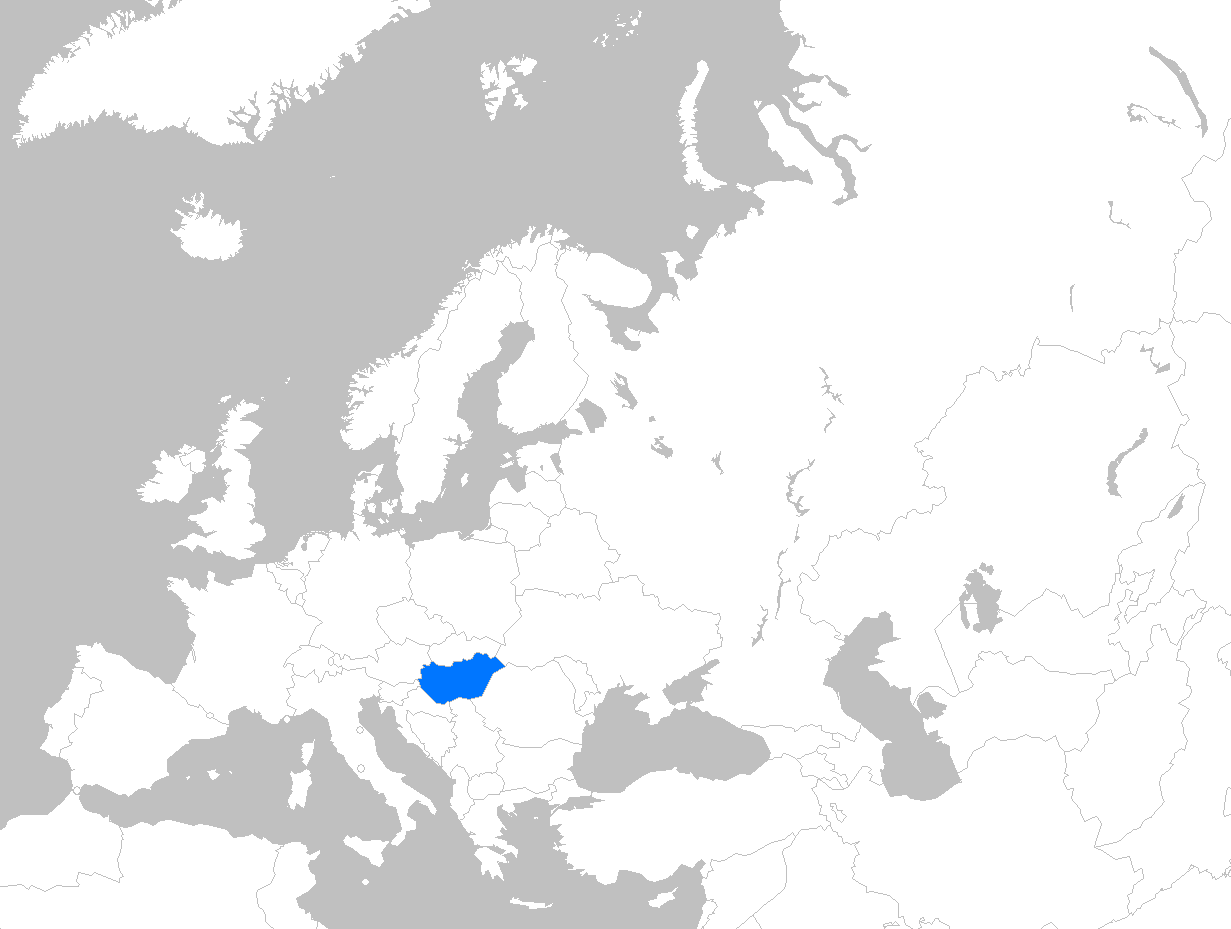

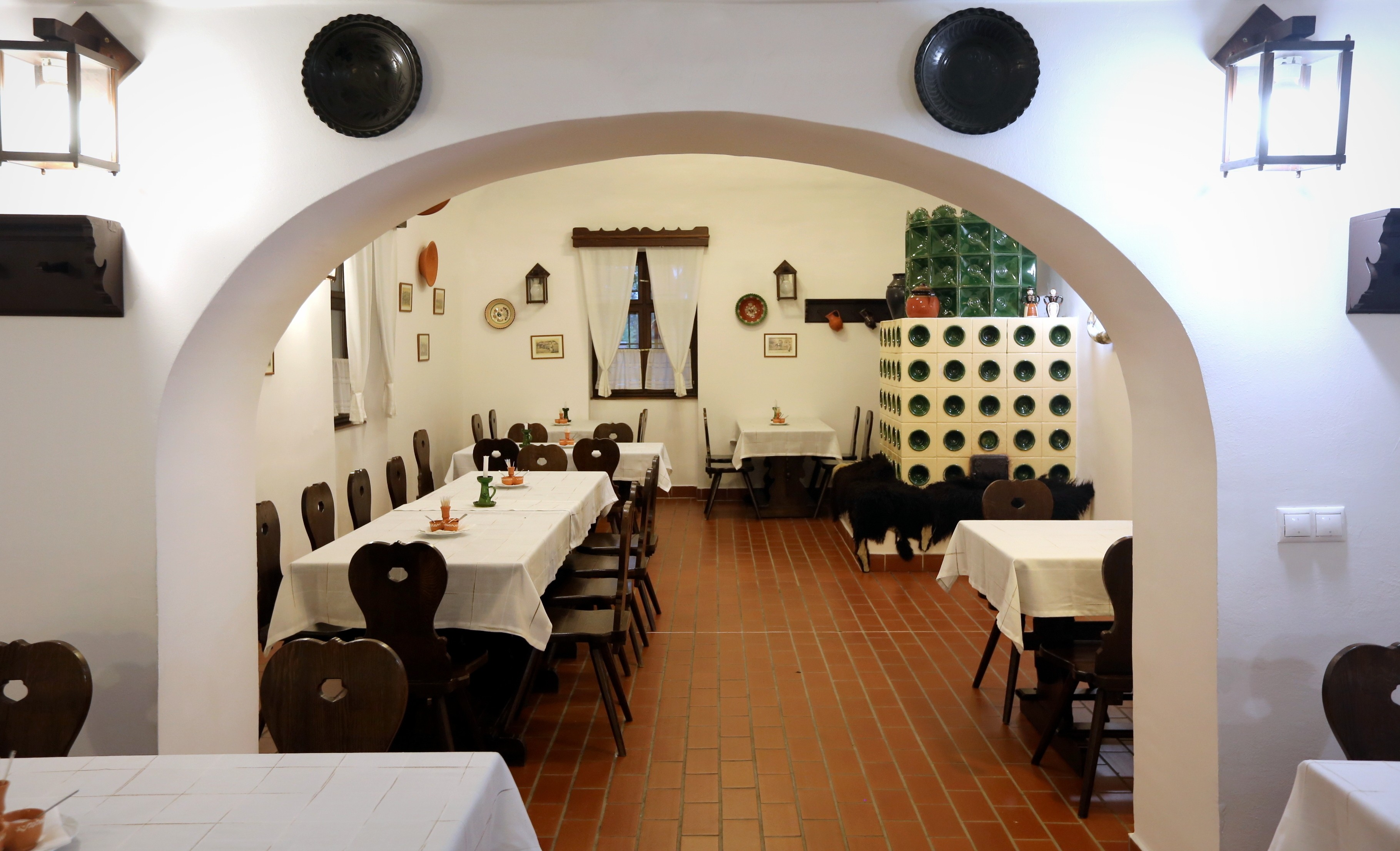
Wnętrze węgierskiej czardy (Hortobágy)

Kuchnia węgierska – jedna z kuchni środkowoeuropejskich, wyróżniająca się spośród nich nietypowymi cechami. Tradycyjnie bazuje na mięsie, warzywach sezonowych, owocach i świeżym chlebie. Charakterystyczne jest szerokie użycie jako przyprawy sproszkowanej czerwonej papryki, współcześnie głównie słodkiej.
Kuchnia węgierska w tradycyjnej formie to potrawy podawane w gospodach (czardach) przy cygańskiej muzyce; stała się ona swoistą turystyczną wizytówką kraju.

## Warunki naturalne
Umiarkowanie ciepły, dość suchy klimat i żyzność gleb Kotliny Panońskiej zapewnia Węgrom uprawę zbóż i innych produktów rolnych, ogrodniczych i sadowniczych. Wśród upraw owocowych należy zwrócić uwagę na winną latorośl, której owoce służą zarówno do bezpośredniej konsumpcji, jak i do produkcji wina. Przepływające przez Węgry rzeki Dunaj i Cisa wraz z dopływami oraz jezioro Balaton dostarczają ryb słodkowodnych; najbardziej swoistą jest balatońska odmiana sandacza, zwana fogas. Kuchnia węgierska to również potrawy z karpia (ponty), suma (harcsa), szczupaka (csuka) i ryb jesiotrowatych.

## Podstawowe składniki kulinarne

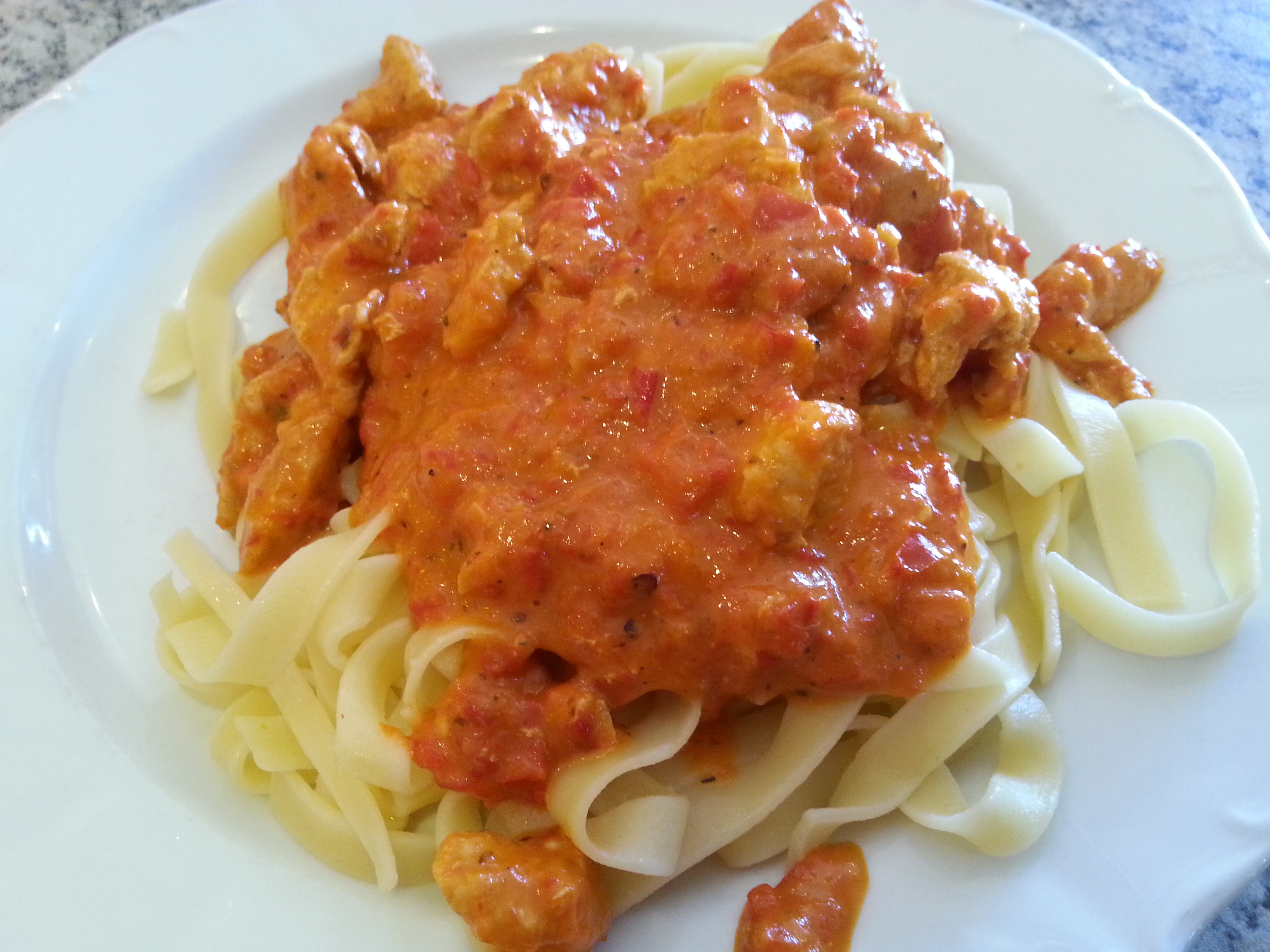
Jedno z charakterystycznych dań: paprykarz z kurczaka z makaronem

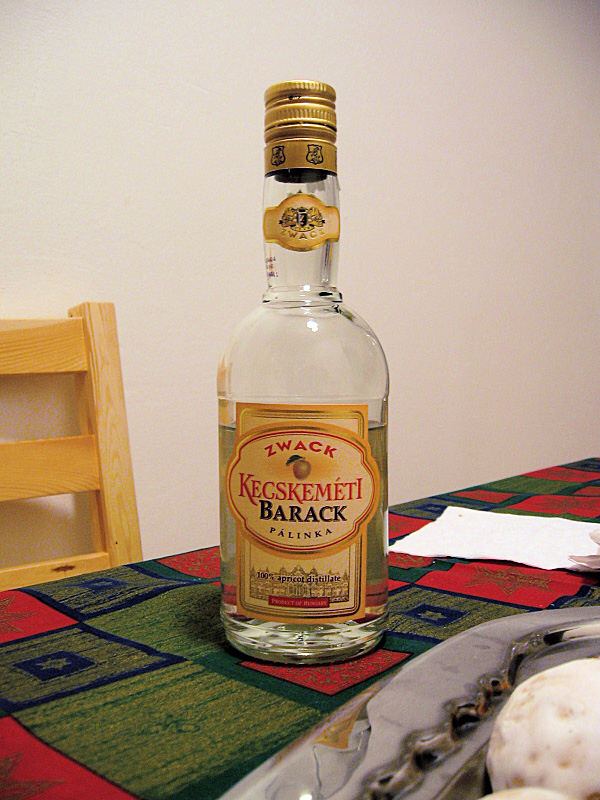
Palinka brzoskwiniowa

Papryka (paprika) to główna przyprawa kuchni węgierskiej, jej stosowanie jest zależne od regionu. Potrawom nadaje smak, aromat i pikantność; służy również do ich zagęszczania. Do przyrządzania potraw wykorzystuje się 3 rodzaje:
- sproszkowana papryka słodka i ostra
- świeża papryka w strąkach
- suszona papryka ostra, zwana czereśniową, pochodząca z dwóch regionów Węgier: z okolic Segedyna nad Cisą i z naddunajskiej Kalocsy.

Cebula (hagyma) jest drugim ważnym składnikiem wśród przypraw. W kuchni węgierskiej istotny jest sposób jej pokrojenia oraz przysmażenia. Do ryb i delikatnych mięs – drobiu czy cielęciny – cebulę uciera się na tarce lub bardzo drobno sieka, a następnie doprowadza na tłuszczu do zeszklenia. Surową cebulę dodaje się jedynie do sałatek i rumsztyków. 
Czosnek (fokhagyma) Węgrzy dodają do potraw w ząbkach lub zgnieciony. Do przyrządzanych gulaszów i zup często wkładana jest cała główka czosnku obrana jedynie z wierzchnich łupinek.  

### Owoce
Na Węgrzech spożywa się głównie trzy rodzaje owoców z rodziny dyniowatych: arbuz (dinnye) oraz dwa rodzaje melona (sárgadinnye), które służą za letni deser. Brzoskwinie (őszibarack), na które sezon jest krótki, wykorzystywane są na przetwory stanowiące znaczny odsetek wszystkich produkowanych wyrobów owocowych (głównie dżemy, konfitury, powidła, soki, nektary i marmolady). Destyluje się z nich też wódkę brzoskwiniową lub morelową (barackpálinka). Śliwki znane powszechnie jako węgierki, należą do tradycyjnych owoców madziarskich, które przetwarza się także na powidła. Tradycyjny rejon ich upraw to okolice Szatmáru, będącego również zagłębiem jabłkowym.

## Charakterystyczne potrawy kuchni węgierskiej

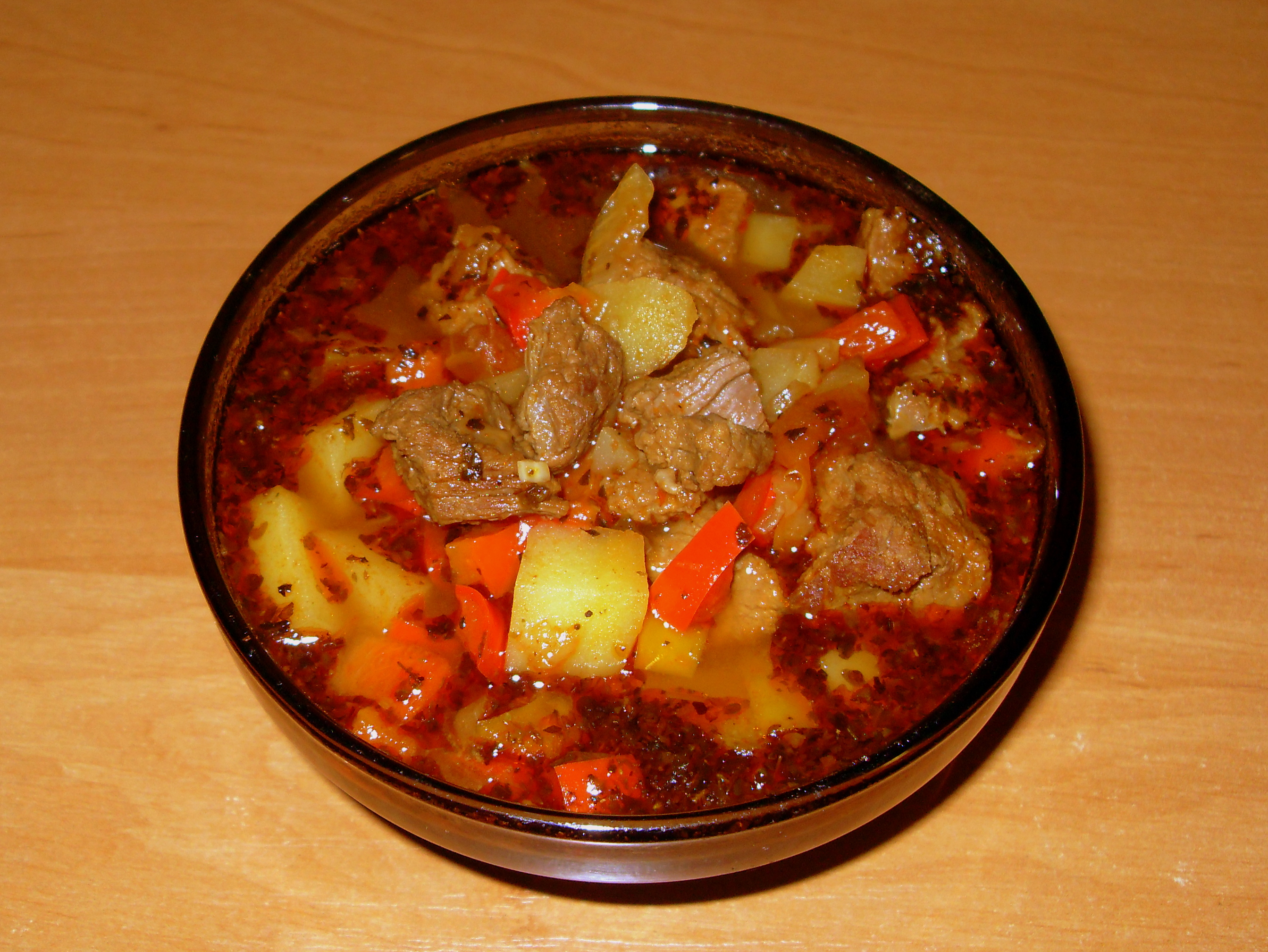
Zupa gulaszowa

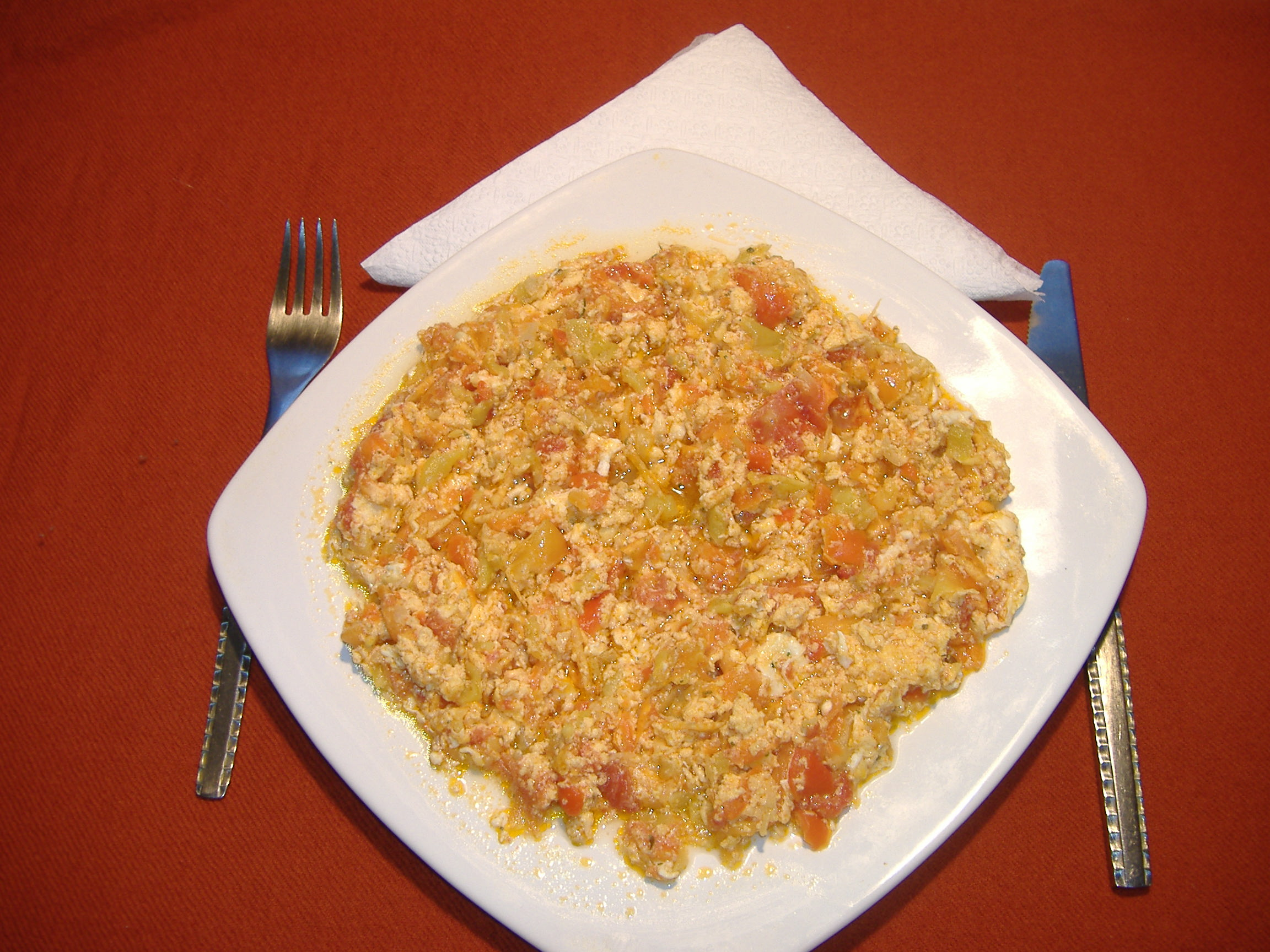
Leczo z jajkami

- Gulyásleves (bogracz) – zupa gulaszowa (nie mylić z potrawą znaną jako „gulasz węgierski” – pörkölt)
- Pörkölt – typowy mięsno-warzywny gulasz węgierski
- Halászlé (halleves) – zupa rybna; narodowa potrawa; gotowana zwykle w kociołku, podawana z chlebem.
- Lángos – langosz, drożdżowy placek ziemniaczany smażony na oleju; popularna węgierska przekąska
- Lecsó – leczo, rodzaj tłustego warzywnego ragoût
- Tokány – tokań, rodzaj mięsno-warzywnego ragoût

### Inne potrawy

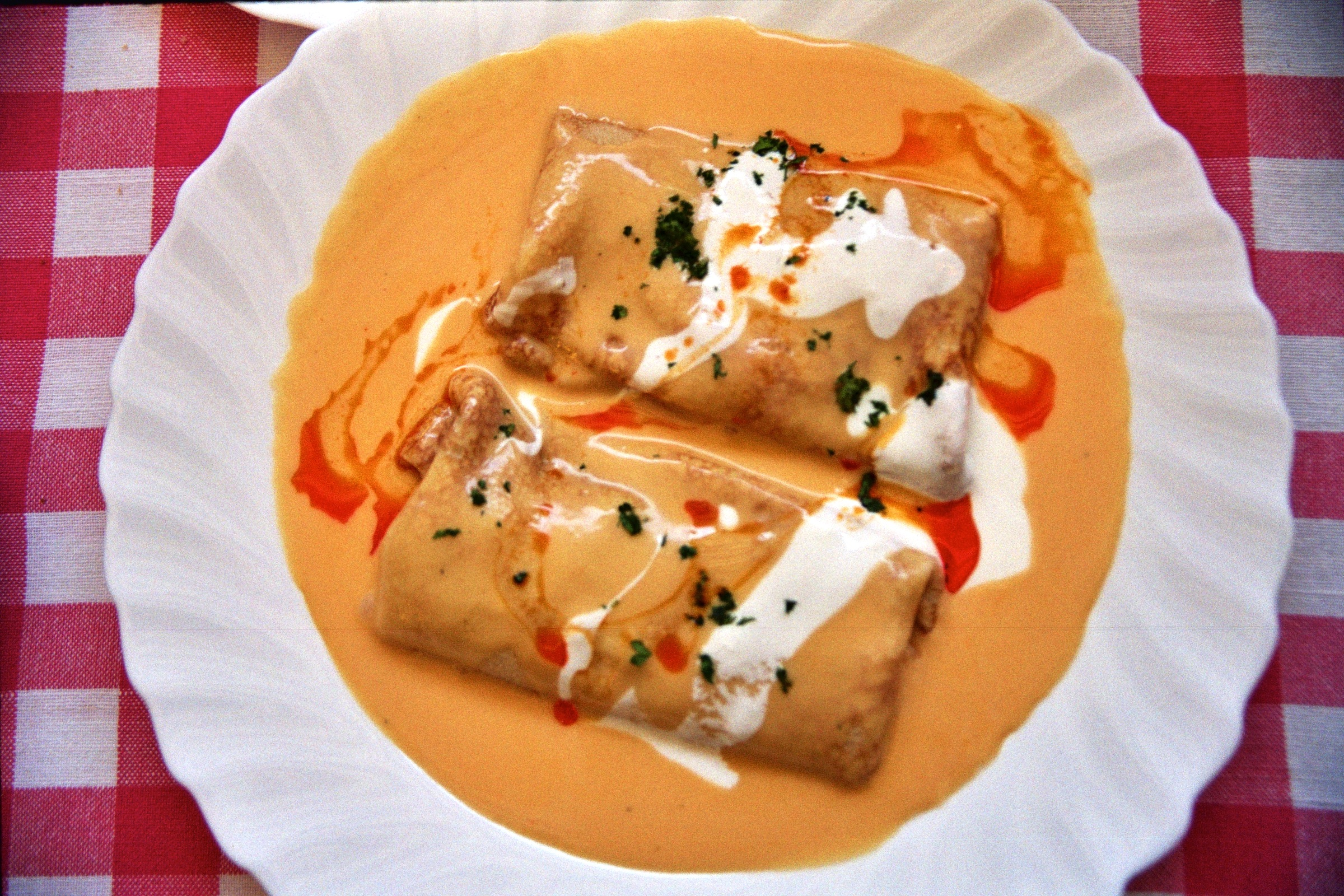
Naleśniki à la Hortobágy

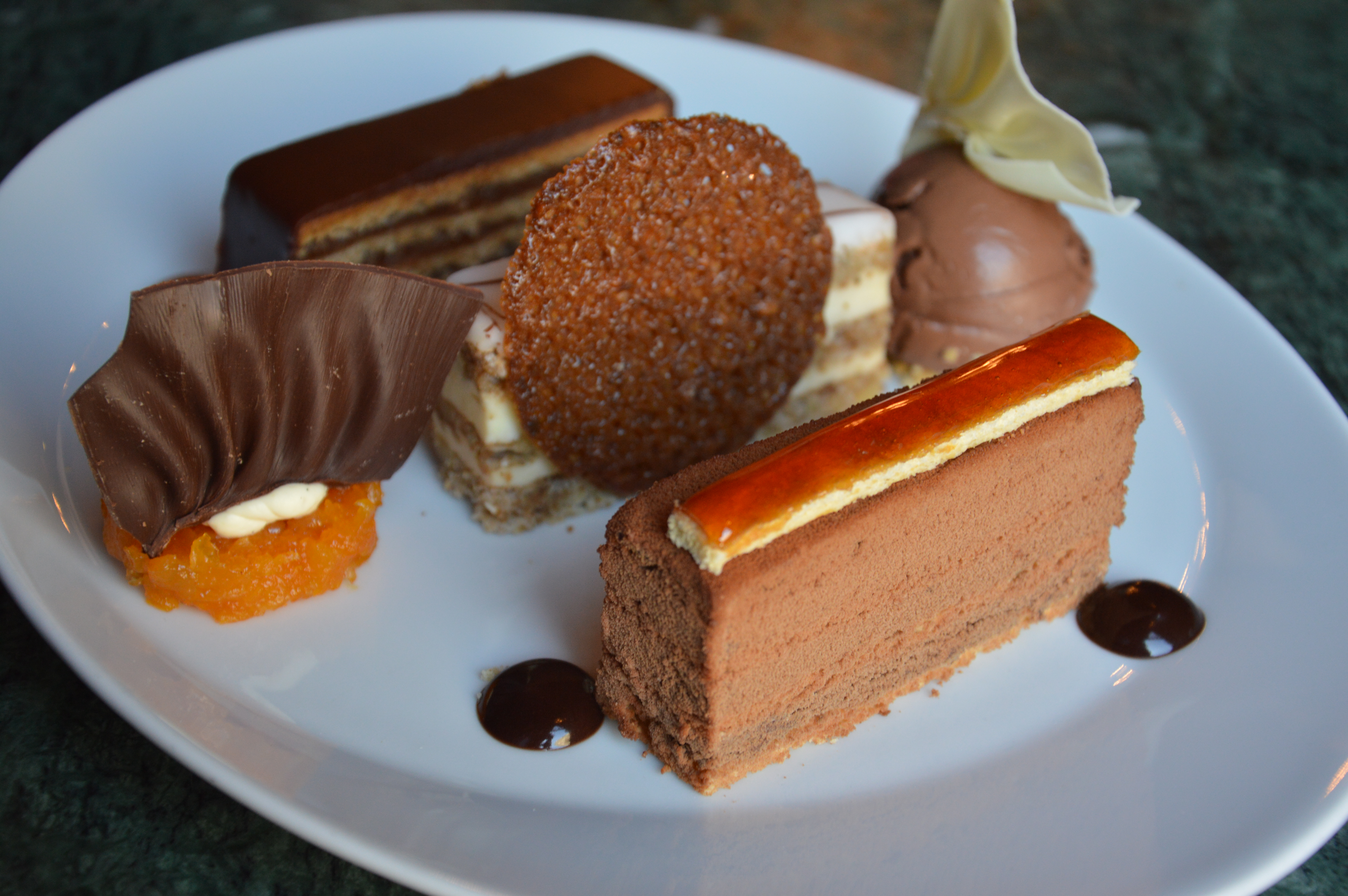
Przykłady tortów (m.in. Dobosa i Esterhazy)

- borjúpaprikás – paprykarz cielęcy, podawany często z kluskami
- brassói aprópecsenye – pieczeń po braszowsku z polędwicy z pieczonymi ziemniakami
- csülök pékné módra – golonka na sposób piekarzowej pieczona z dodatkiem ziemniaków, cebuli i czosnku
- rántott sajt – ser smażony
- gesztenye puree – purée z jadalnych kasztanów z bitą śmietaną
- gombapörkölt – gulasz grzybowy
- Jókai-bableves – zupa fasolowa à la Jókai
- hortobágyi palacsinta – naleśniki z gulaszowym farszem, polewane sosem śmietanowym
- kolozsvári rakott káposzta – kapusta po koloszwarsku
- tejfölös rácponty – karp zapiekany z przyprawami
- túrós taska – słodka bułeczka nadziewana twarogiem
- Újházi-tyúkleves – jarzynowy rosół z kury à la Újházi według przepisu Gundela
- borleves - zupa z białego wina

## Desery
- tort Dobosa (dobostorta) – przygotowywany z ciasta biszkoptowego, kremu czekoladowego i karmelu (nazwa od jego twórcy, węgierskiego kuchmistrza Józsefa Dobosa)
- tort à la Esterhazy (Esterházy-torta) – tort kremowy z koniakiem, wanilią i polewą czekoladową (nazwa od budapeszteńskich cukierników dla upamiętnienia cesarskiego dyplomaty, księcia Esterházyego)
- strudel (rétes, rétestészta) – rodzaj nadziewanego ciasta w kształcie zwiniętego z kilku warstw rulonika (rolada), wypełnionego farszem owocowym, serowym, orzechowym albo makowym
- naleśniki à la Gundel (Gundel palacsinta) – nadziewane orzechami włoskimi i polane sosem czekoladowym
- pogacze (pogácsa) – słone ciastka w kształcie bułeczek z rozmaitym nadzieniem
- presszókávé – kawa z ekspresu w małych filiżankach, zazwyczaj przygotowywana na sposób włoski

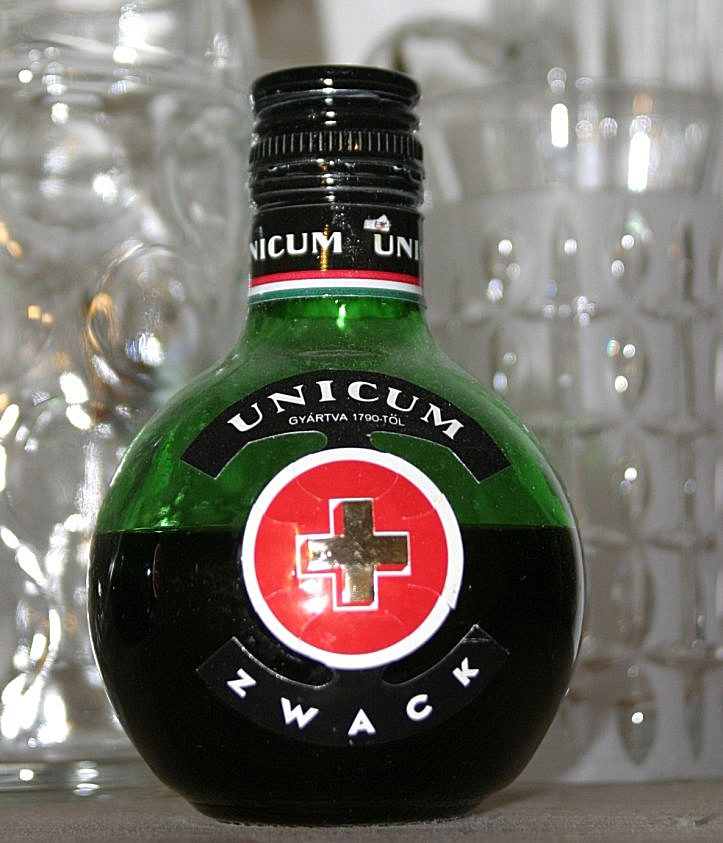
Ziołowy likier Unicum

## Napoje alkoholowe
- tokaj – białe wina wytwarzane w północno-wschodnich w rejonie winiarskim o nazwie Tokaj; najbardziej znane są odmiany słodkie (deserowe), uzyskiwane częściowo z winogron dotkniętych pleśnią i zawierające dużą ilość cukru
- pálinka – owocowe destylaty, czyli palinki, wytwarzane ze śliwek (szilva pálinka – jak polska śliwowica), czereśni (cseresznye pálinka), gruszek (körte pálinka) oraz brzoskwiń (barack pálinka)
- Törley – węgierski „szampan” (pezsgő – wino musujące)
- Unicum, Hubertus – markowe likiery ziołowe

## Wpływy kuchni węgierskiej
Wyraźna specyfika i atrakcyjność potraw kuchni węgierskiej sprawia, że ich odmiany i naśladownictwa spopularyzowały się w wielu kuchniach europejskich, a nawet w kuchniach świata. Liczne potrawy z dodatkiem papryki nazywane są po węgiersku (fr. à la hongroise), chociaż w rzeczywistości nie wywodzą się z Węgier. Inne, czego typowymi przykładami są gulasz i leczo – nie mają wiele wspólnego ze swymi pierwowzorami.
Silniejszy i bardziej wyrazisty wpływ wywarła kuchnia węgierska na kuchnie dawnych krajów monarchii austro-węgierskiej, zwłaszcza ościennych i zamieszkiwanych przez mniejszość węgierską: Słowacji, Austrii czy Rumunii. Wpływ ten sięga aż do włoskiego Trydentu-Górnej Adygi, wskutek historycznych związków tego regionu z Austrią.

## Literatura
- Károly Gundel: Kleines ungarisches Kochbuch, Budapest 1997 [wyd.21]
- Olga Siklós, Pál Magyar: Ungarische Küche für jedermann, Budapest 1974
- Zoltan Halász: Das kleine ungarische Paprikabuch, Budapest 1987
- Hungary [hasło w:] Larousse Gastronomique, New York 1988
- Vilmos Romváry: Rośliny przyprawowe i przyprawy w węgierskiej kuchni, Warszawa 1987
- Klara Molnar, Tadeusz Olszański: Na węgierskim stole: pysznie i domowo, Wyd. Studio Emka, 2003
- Tadeusz Olszański: Nobel dla papryki, Wyd. Studio Emka, 2011